# Chef cuisinier
 (août 2018).
Si vous disposez d'ouvrages ou d'articles de référence ou si vous connaissez des sites web de qualité traitant du thème abordé ici, merci de compléter l'article en donnant les références utiles à sa vérifiabilité et en les liant à la section « Notes et références ».
Chef cuisinier (« chef de cuisine » ou plus rarement « chef des cuisines ») est un métier du monde de la restauration.
Le maître queux désignait le chef des cuisiniers qui dirigeait l'ensemble des officiers de la cuisine et de la table.

## Attributions au sein du restaurant
Le chef cuisinier est le responsable en cuisine du processus complet de confection des plats, des mets ou des repas d’une cuisine. Il travaille seul, ou assisté d’une brigade, équipe de cuisiniers ou de commis qui officient dans la technique culinaire sous ses ordres. Il est souvent le cuisinier le plus expérimenté.
L'expression « chef exécutif » désigne parfois, principalement en milieu hôtelier, un cuisinier régnant sur une brigade importante et orchestrant un travail global (restaurant principal et « bistrot annexe », petits déjeuners éventuellement, rapports avec les fournisseurs, organisation de planning) : c'est, par exemple, le cas dans les palaces, les resort.
Le chef a généralement pour tâches :
- l’élaboration des menus, éventuellement la création de nouveaux plats ;
- la gestion des budgets d’approvisionnement en produits frais, en fonction des perspectives de demande et de perte ;
- l’approvisionnement en produits de qualité qu’il va fréquemment lui-même sélectionner chez des fournisseurs choisis, et achetés dès l’ouverture des marchés avant d’entrer en cuisine ;
- la supervision des cuisines, en donnant les instructions comme responsable de la préparation des plats ;
- l’encadrement du personnel de la cuisine d’un restaurant, ou d’un service de restauration ;
- la surveillance de la qualité du travail de son équipe et de la satisfaction de ses clients ;
- la formation et la transmission de savoir aux apprentis et au personnel ;
- la gestion de la motivation et de l’épanouissement professionnel de son personnel ;
- le respect des règles d’hygiène et des normes de qualité et de sécurité de travail.

La coiffe traditionnelle du chef cuisinier est la toque, dont la forme peut différer — certains, généralement propriétaires du restaurant, ne la portent jamais ou choisissent d’autres coiffures, éventuellement pour se singulariser. Sa fonction est hygiénique : empêcher la chute de cheveux dans les plats et préparations.

## Conditions de travail
Cette profession s’exerce dans tous les établissements à vocation de restauration (restauration commerciale, restauration de collectivité, service traiteur, restauration centrale et industrielle). L’activité s’effectue parfois seul (bistrot, très petite affaire familiale) et généralement en équipe, pouvant être importante (brigade de grands restaurants). Elle implique une station debout prolongée, la manipulation et la manutention de denrées alimentaires et des expositions fréquentes à la chaleur et parfois au froid.
Historiquement, le milieu professionnel des chefs était à l'origine exclusivement masculin en raison d'un rejet volontaire des femmes, à qui l'on a concédé le titre de « mère » ou de « cuisinière », mais pas de chef, avant un début de reconnaissance très progressive et les conditions de travail s'en ressentent. L'organisation du travail y est souvent très hiérarchisée, avec un vocabulaire militaire : brigade, chef, sous-chef. La « virilité » du métier s'est souvent accompagnée de traitements violents, humiliants ou irrespectueux envers les salariés. La situation évolue toutefois, avec des dénonciations publiques et un rejet ou un déni de ces pratiques par la majorité,, et l'introduction d'un management moins hiérarchique par quelques-unes des femmes chefs.
Dans la restauration traditionnelle, les horaires sont modifiés en fonction des jours, comportent ou non des interruptions de travail, impliquent très souvent des prestations les dimanches et jours fériés. Ils sont caractérisés par l’alternance de périodes d’activité soutenue (le « coup de feu », ou rush, au Québec) et de périodes plus calmes.
La rémunération comporte souvent un intéressement au chiffre d’affaires de l’établissement, qui vient s’ajouter à un montant minimum garanti, et peut être associée à des avantages en nature (repas, logement)[réf. nécessaire]. Les contrats saisonniers sont fréquents. Aux États-Unis, le site Glassdoor dit avoir constaté des écarts de 28,5 % entre hommes et femmes.
Cette fonction nécessite de respecter des normes d’hygiène alimentaire et de sécurité relatives à la manipulation de denrées alimentaires et d’équipements spécifiques. Une tenue de travail spéciale est exigée (blouse, toque, chaussures de sécurité).

## Du restaurant à l'entreprise créative leader
Un bon ou « grand » chef cuisinier est généralement récompensé par les signes valorisateurs des guides spécialisés, tels les macarons ou les étoiles du Guide Michelin, les toques de Gault et Millau, les assiettes emblématiques de Pudlo France, de Gilles Pudlowski, et diverses mentions.
Faute de précisions données par les responsables de l'attribution, il est parfois difficile de savoir si cette récompense salue personnellement le chef ou une équipe, du moins dans le cas de grandes maisons, notamment de restaurants de palace, d'ensembles hôteliers : un macaron peut être retiré dans l'attente d'un nouveau maître des cuisines, si départ du « lauréat », jusqu'à ce que le successeur ait réellement fait ses preuves.
Les restaurants gastronomiques sont des entreprises créatives ayant à leur tête de « grands chefs », des « talents » comme le montre l’analyse du restaurant Bernard Loiseau à Saulieu.
Dans une étude européenne portant sur les industries créatives, Mario d’Angelo s'interroge sur la constitution de groupes Leader dans le secteur de la gastronomie. La réussite y repose en effet sur la capacité d’allier la créativité artisanale et une croissance par diversification. La première est liée à la cuisine et au restaurant (et s’inscrit dans la logique de la capitalisation symbolique) alors que la seconde a besoin d'un retour sur investissement (ROI) suffisamment attractif pour permettre une ouverture du capital (autrement dit, s’inscrire dans une logique de capitalisation financière).
Trois étapes sont identifiées:
- L’organisation doit pouvoir garder un pied dans le métier de restaurant où le talent apporte la reconnaissance symbolique et y adjoindre des activités basées sur la réplication. Or le restaurant initial ne peut à lui seul assurer la poursuite de la croissance. L’innovation organisationnelle qui a permis de sortir du modèle artisanal du restaurant unique et fortement personnalisé, a consisté à créer la fonction de « chef exécutif ». Celui-ci prend la responsabilité d’un nouveau restaurant ouvrant sous l’égide du chef principal lequel est également partie prenante dans la société propriétaire du nouveau restaurant et du restaurant initial. Cette opération est acceptable par la clientèle car le chef exécutif s’inscrit dans la filiation avec le restaurant initial à travers un lien fort, soit de maître à disciple (formation) soit de lien familial (comme pour Bocuse père et fils). Cette méthode a permis d’établir une forme de réplication, tout en conservant la patte d’origine. « Elle doit toutefois rester limitée car la rareté est une condition pour que ces restaurants demeurent dans l’Olympe de la gastronomie ».
- La marque peut être créée et apposée à d’autres productions sachant que le restaurant initial et son chef en constituent les deux ingrédients essentiels. Le groupe peut ainsi croître en élargissant son offre avec des restaurants d’inspiration de la cuisine que représente le chef d’origine : ce sont par exemple les brasseries de Paul Bocuse.
- Le troisième axe de croissance est formé par les produits dérivés de la marque qui permettent d’appliquer des licences à une fabrication semi-industrielle ; une échelle plus grande tout en restant sur le haut de gamme avec un caractère de consommation distinctive. D’autres produits dérivés liés au métier de base (cuisine, restaurant) peuvent encore être développés et apporter visibilité et médiatisation, notamment la publication d’ouvrages de cuisine (cas de Paul Bocuse ou de Nadia Santini) ou encore des émissions de télévision sur la cuisine.

## Féminisation du nom de métier
L'Académie française s'est prononcée en faveur de la féminisation des noms de métier en février 2019 et notamment du nom « chef » pour lequel elle reconnaît « une vraie difficulté », le féminin ne se formant pas naturellement. L'Académie estime que la forme « cheffe » a la faveur de l'usage et qu'il est difficile de la proscrire. Tout en affirmant qu'elle ne cherche pas à freiner cette diffusion, l'Académie en appelle à la liberté de l'usage et refuse donc à l'inverse toute tentative pour imposer des normes rigides en matière de féminisation qui méconnaîtraient « le souhait exprimé par certaines femmes de conserver les appellations masculines pour désigner la profession qu’elles exercent ».
Dans la presse et les médias en général, l'orthographe « cheffe » est de plus en plus répandue dans les références à la restauration,,, : par exemple, si le documentaire de Vérane Frédiani, sorti en 2017 est encore intitulé A la recherche des femmes chefs, le livre qu'elle co-signe avec Estérelle Payany sur le même sujet en 2019 s'appelle Cheffes, 500 femmes qui font la différence dans les cuisines de France,,.
L'orthographe « cheffe » demeure d'un usage très modéré dans la profession et dans les publications du guide Michelin et du Gault & Millau qui utilisent indifféremment « chef » pour les hommes et femmes ou féminisent le cas échéant plutôt en « femme chef ». Cette désignation est utilisée également dans les pays anglo-saxons (female chef), par exemple dans le classement du World's 50 Best restaurants.
Chez les professionnelles elles-mêmes, l'usage dépend de chacune. Parmi les chefs étoilées, primées ou ayant fait des concours, celles qui se désignent elles-mêmes avec l'orthographe « chef » (« chef cuisinier », « chef de cuisine » ou « chef cuisinière ») sur leur compte Instagram ou sur la page officielle de leur établissement sont les plus nombreuses, comme Virginie Basselot, Stéphanie Le Quellec, Coline Faulquier, Françoise Mutel, Chiho Kanzaki, Naoëlle d’Hainaut, Alexia Duchêne, Andrée Rosier, Reine Sammut et Fanny Rey.
Parmi celles qui se désignent comme « cheffes », on trouve la « cheffe » triplement étoilée Anne-Sophie Pic mais aussi les cheffes une étoile Virginie Giboire,Amélie Darvas et Nolwenn Corre, ainsi que Manon Fleury.
En pâtisserie, on trouve la forme « chef pâtissière » chez Jessica Préalpato et Ayumi Sugiyama-Shinjo, mais « chef pâtissier » chez Christelle Brua qui a rejoint les cuisines du Palais de l'Élysée.

## Galerie

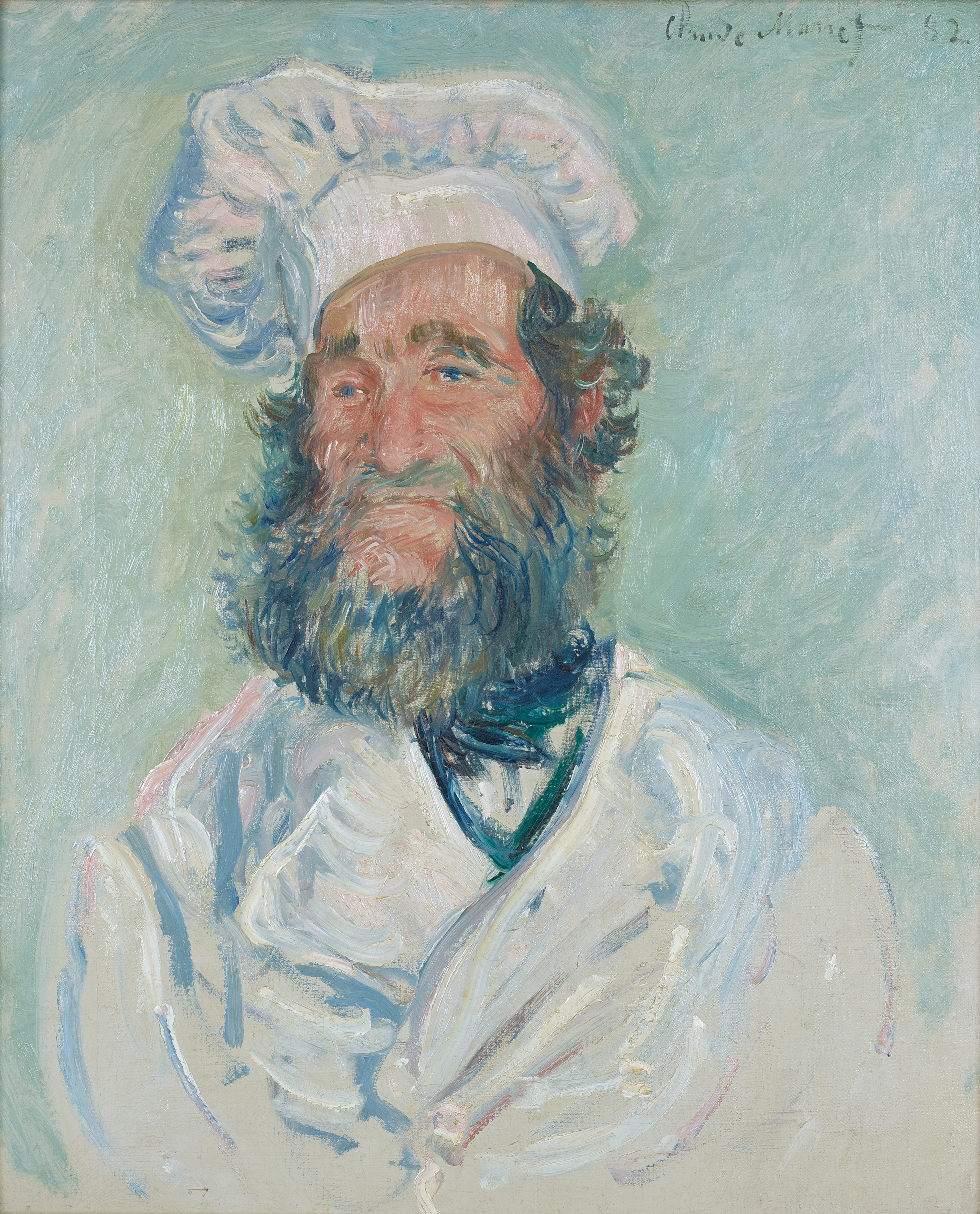
Le Chef Père Paul, par Claude Monet (1882).
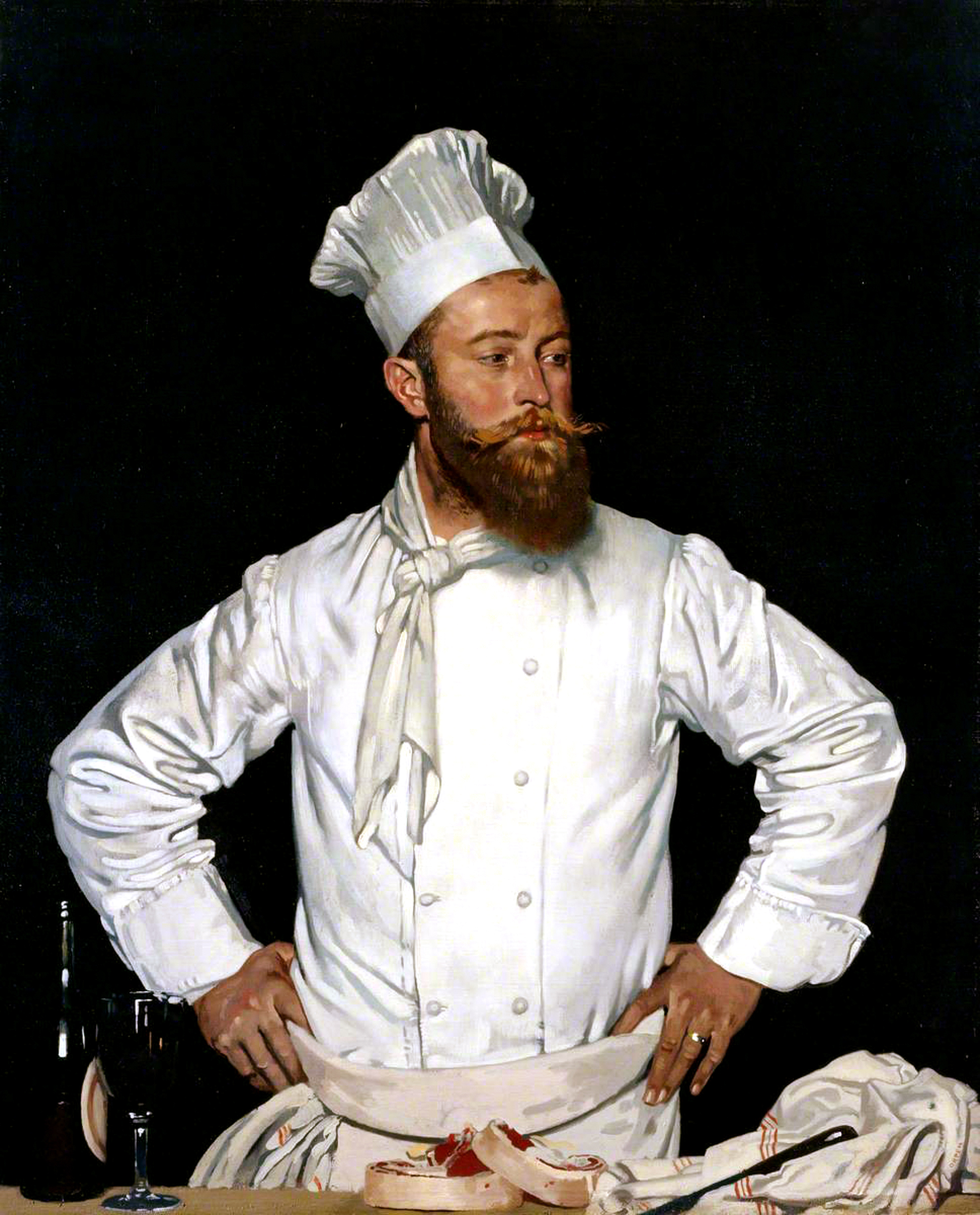
Le Chef de l’Hôtel Chatham, Paris (Eugène Chester Grossriether), par William Orpen (1921).
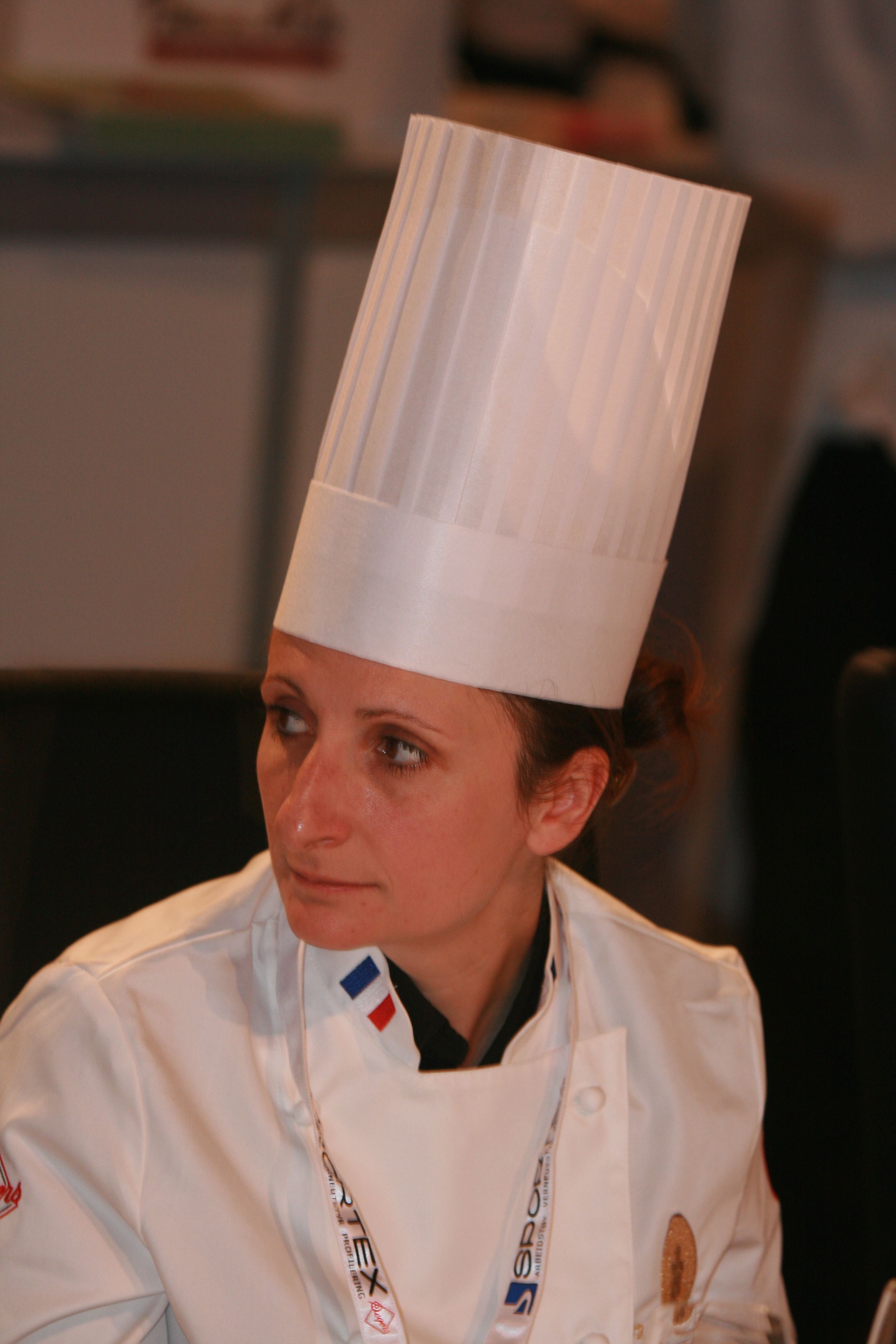
Anne-Sophie Pic, 3 étoiles au Guide Michelin.